# Under-19 Bundesliga
La U-19 Bundesliga, già A-Junioren Bundesliga, è il maggior campionato tedesco di calcio giovanile, generalmente riservato ai club professionistici nazionali.
Il campionato si basa su tre gironi da 14 squadre, con la retrocessione nei campionati giovanili regionali delle ultime classificate.
Le vincitrici e la seconda del Sud giocano le finali in cui è in palio il titolo e un posto nella UEFA Youth League.

## Albo d'oro
- 1968-1969  Bochum
- 1969-1970  Hertha Zehlendorf
- 1970-1971  Colonia
- 1971-1972  Duisburg
- 1972-1973  Stoccarda
- 1973-1974  Norimberga
- 1974-1975  Stoccarda (2)
- 1975-1976  Schalke 04
- 1976-1977  Duisburg (2)
- 1977-1978  Duisburg (3)
- 1978-1979  Kickers Stoccarda
- 1979-1980  Waldhof Mannheim
- 1980-1981  Stoccarda (3)
- 1981-1982  Eintracht Francoforte
- 1982-1983  Eintracht Francoforte (2)
- 1983-1984  Stoccarda (4)
- 1984-1985  Eintracht Francoforte (3)
- 1985-1986  Bayer Leverkusen
- 1986-1987  Bayer Uerdingen
- 1987-1988  Stoccarda (5)
- 1988-1989  Stoccarda (6)
- 1989-1990  Stoccarda (7)
- 1990-1991  Stoccarda (8)
- 1991-1992  Kaiserslautern
- 1992-1993  Augusta
- 1993–1994  Borussia Dortmund
- 1994–1995  Borussia Dortmund (2)
- 1995-1996  Borussia Dortmund (3)
- 1996–1997  Borussia Dortmund (4)
- 1997-1998  Borussia Dortmund (5)
- 1998-1999  Werder Brema
- 1999-2000  Bayer Leverkusen (2)
- 2000-2001  Bayern Monaco
- 2001-2002  Bayern Monaco (2)
- 2002-2003  Stoccarda (9)
- 2003-2004  Bayern Monaco (3)
- 2004-2005  Stoccarda (10)
- 2005-2006  Schalke 04 (2)
- 2006-2007  Bayer Leverkusen (3)
- 2007-2008  Friburgo
- 2008-2009  Magonza
- 2009-2010  Hansa Rostock
- 2010-2011  Wolfsburg
- 2011-2012  Schalke 04 (3)
- 2012-2013  Wolfsburg (2)
- 2013-2014  Hoffenheim
- 2014-2015  Schalke 04 (4)
- 2015-2016  Borussia Dortmund (6)
- 2016-2017  Borussia Dortmund (7)
- 2017-2018  Hertha Berlino
- 2018-2019  Borussia Dortmund (8)
- 2019-2020 Non assegnato[1]
- 2020-2021 Non assegnato
- 2021-2022  Borussia Dortmund (9)
- 2022-2023  Magonza (2)

## Vittorie per squadra
| Squadra               | Titoli | Anni |
| --------------------- | ------ | --- |
| Stoccarda             | 10     | 1972-1973, 1974-1975, 1980-1981, 1983-1984, 1987-1988, 1988-1989, 1989-1990, 1990-1991, 2002-2003 2004-2005 |
| Borussia Dortmund     | 9      | 1993–94, 1994-1995, 1995-1996, 1996-1997, 1997-1998, 2015-2016; 2016-2017; 2018-2019, 2021-2022             |
| Schalke 04            | 4      | 1975-1976, 2005-2006; 2011-2012; 2014-2015                                                                  |
| Bayern Monaco         | 3      | 2000-2001, 2001-2002, 2003-2004                                                                             |
| Bayer Leverkusen      | 3      | 1985–86, 1999-2000, 2006-2007                                                                               |
| Eintracht Francoforte | 3      | 1981–82, 1982-1983, 1984-1985                                                                               |
| Duisburg              | 3      | 1971-1972, 1976-1977, 1977-1978                                                                             |
| Wolfsburg             | 2      | 2010-2011; 2012-2013                                                                                        |
| Magonza               | 2      | 2008-2009; 2022-2023                                                                                        |
| Bochum                | 1      | 1968-1969                                                                                                   |
| Hertha Zehlendorf     | 1      | 1969-1970                                                                                                   |
| Colonia               | 1      | 1970-1971                                                                                                   |
| Norimberga            | 1      | 1973-1974                                                                                                   |
| Kickers Stoccarda     | 1      | 1978-1979                                                                                                   |
| Waldhof Mannheim      | 1      | 1979-1980                                                                                                   |
| Bayer Uerdingen       | 1      | 1986-1987                                                                                                   |
| Kaiserslautern        | 1      | 1991-1992                                                                                                   |
| Augusta               | 1      | 1992-1993                                                                                                   |
| Werder Brema          | 1      | 1998-1999                                                                                                   |
| Friburgo              | 1      | 2007-2008                                                                                                   |
| Hansa Rostock         | 1      | 2009-2010                                                                                                   |
| Hertha Berlino        | 1      | 2017-2018                                                                                                   |
| Hoffenheim            | 1      | 2013-2014                                                                                                   |